# Cardinal Syn
Cardinal Syn è un videogioco picchiaduro a incontri per Sony PlayStation sviluppato dalla Kronos Digital Entertainment e pubblicato dalla Sony 989.
Lo stile è fantasy e l'ambientazione è medievale, con personaggi tipici dell'epoca come il giullare.

## Trama
Tanto tempo fa, durante il tempo della violenza, sul regno di Bloodland devastato apparve un anziano, noto come Viaggiatore, venuto a fermare le guerre che imperversavano i regni che si facevano guerra l'un l'altro. Egli chiamò tutti i rappresentanti di tutti i clan del regno, e lesse loro un libro che ne raccontava tutti i segreti; i popoli capirono così che solo con l'armonia avrebbero potuto vivere in pace. Dopo la venuta del viaggiatore, infatti, la civiltà rifiorì, e ogni tribù levò dappertutto l'insegna bianca con il suo simbolo dorato dell'unità. La pace, così, regno per secoli sulla terra. Il Viaggiatore, convinto di aver portato a termine la sua missione, convocò di nuovo tutti i rappresentanti di ogni clan presente, trasformò il libro in tante pergamene quanti erano i capoclan convocati e scomparve. Ma insieme a lui scomparve anche la pace, e le tribù riscoprirono le loro sanguinose tradizioni. Le alleanze venivano sostituite dalle ingordigie, le guerre furono sanguinose, e i popoli non vollero più saperne di pace. Ma durante una delle battaglie più sanguinose, apparve una luce accecante che interruppe i combattimenti. Al centro di questa esplosione di luce apparve la figura di una donna, e si levò uno stupore generale quando la donna levò in alto il simbolo dell'unità, ormai quasi perduto. Quella stessa notte, tutti i capoclan vennero convocati dalla donna misteriosa, e le porsero tutti i rotoli che in origine erano stati il libro del Viaggiatore, e lei trasformò tutti i rotoli in 3 spade potentissime dalle inscrizioni misteriose, chiamate Spade della Trinità. La donna che aveva fatto tutto questo si chiamava Syn. Ella dichiarò così un torneo che avrebbe deciso quale dei clan sarebbe stato il più forte, e questo torneo si concluse con un solo vincitore, il quale tornò al tempio di Syn per rivendicare il proprio diritto di governare su Bloodland, ma non fu mai più rivisto...
Le guerre sono ormai al culmine e solo un nuovo campione potrà determinare il destino di Bloodland. Le Spade della Trinità attendono quindi un nuovo campione, ed è giunto il momento di un altro Gran Torneo.

## Personaggi

### Disponibili inizialmente
- Finkster: appartiene alla tribù dei ladri, e vuole rubare il Libro dei Segreti e venderlo al miglior offerente.
- Hecklar: appartiene alla tribù dei giullari, ed era in origine il buffone di corte di Syn, ma adesso vuole essere preso seriamente come un eroe, ma ciò lo porterà praticamente alla pazzia.
- McKrieg: appartiene alla tribù dei nani, e vuole avere abbastanza potere da fermare gli uomini rettili che razziano i suoi villaggi.
- Mongoro: appartiene alla tribù dei ciclopi, è il più forte di loro e vuole semplicemente uccidere chiunque gli sbarri il suo cammino.
- Nephra: appartiene alla tribù dei Sethite, e lavora per adorare il suo misterioso dio (probabilmente uno dalle sembianze di Horus), di cui le sue Spade della Trinità sono il suo ultimo desiderio.
- Principessa Orion: appartiene alla tribù degli elfi, e vuole salvare il suo regno governato dal padre anziano.
- Plague: appartiene alla tribù dei funebri, e vuole risvegliare un'armata di non morti usando il potere di Syn.
- Vanguard: appartiene alla tribù dei cavalieri, e vuole portare ordine, pace e giustizia nel suo popolo. Nel suo finale, egli darà le spade della Trinità al re, ma egli rifiuterà e, su suo ordine, Vanguard le darà al popolo.

### Sbloccabili
- Bimorphia: una creazione di Syn, metà donna metà uomo, ora è in cerca di vendetta contro Syn, distruggendo i segreti che l'hanno creato.
- Moloch: appartiene alla tribù degli uomini rettili, e vuole un mondo dominato dalla sua specie, visto che è in rivalità con gli umani.
- Juni: appartiene alla tribù delle fate, e combatte per sconfiggere Syn e risvegliare le sue terre.
- Kahn: appartiene alla tribù dei banditi, e solo sconfiggendo Syn dimostrerà il suo potere.
- Mongwan: appartiene alla tribù degli Asceti, e combatte per fermare l'apocalisse causata da Syn.
- Redemptor: egli è un prete mascherato che esegue personalmente le condanne a morte su malintenzionati, ma le sue intenzioni non sono chiare.
- Stygian: un misto di varie ossa, vuole sconfiggere Syn, la stessa maga che lo ha creato, per ritornare vivo.
- Vodu: appartiene alla tribù degli sciamani, ed è costretto, a causa di una visione, a fermare un'apocalisse causata da Syn.

### Boss
- Syn: è la principale antagonista del gioco. La sua forma umana non combatte mai, quindi ella usa la sua trasformazione primaria, fungendo da sub-boss.
- Kron: è il boss finale; è la trasformazione finale di Syn, dopo essere stata sconfitta come mid-boss. Si tratta di un drago molto potente.

## Critiche
In accordo con i dati di GameRankings, Cardinal Syn ha ricevuto un voto medio di 57,46%.